# نور الدين البويحياوي
نور الدين البويحياوي لاعب مغربي دولي سابق من مواليد القنيطرة في 7 يناير 1955، كان يلعب مع النادي القنيطري كما شارك مع المنتخب المغربي في عدة تظاهرات من أبرزها مونديال 1986 بالمكسيك حيث أن البويحياوي شارك في اللقاءات الأربعة ضد كل من بولونيا وإنجلتراوالبرتغال ثم ألمانيا الغربية.

## روابط خارجية
- نور الدين البويحياوي على موقع الاتحاد الدولي (مؤرشف)  (الإنجليزية)
- نور الدين البويحياوي على موقع قاعدة بيانات كرة القدم.إي يو (الإنجليزية)
- نور الدين البويحياوي على موقع ناشيونال فوتبول تيمز (الإنجليزية)
- نور الدين البويحياوي على موقع عالم كرة القدم.نت (الإنجليزية)
- نور الدين البويحياوي على موقع أوليمبيديا (الإنجليزية)